# مهدي بين مراد
مهدي بين مراد هو لاعب كرة قدم تونسي في مركز حراسة المرمى، ولد في 6 يونيو 1998. لعب مع نادي الملعب التونسي.